# Marc Balaguer i Roca
Marc Balaguer Roca (Sabadell, Barcelona, 4 d'octubre de 1995) és un actor català.

Peu1

Va debutar en el món de la interpretació a la pel·lícula de Pau Freixas Herois i posteriorment va iniciar-se a la pantalla petita amb la sèrie de TV3 Polseres vermelles, del mateix director i també amb guió d'Albert Espinosa. A la sèrie interpreta Toni, un nen amb síndrome d'Asperger, i és l'intel·ligent del grup. En una entrevista afirma que, en alguns sentits, no li agrada gens ser famós.
També ha actuat a sèries com ara Todos Mienten o Bojos per Molière, a les pel·lícules Les lleis de la frontera o Els nens salvatges i, al teatre, a Romeu i Julieta (dirigida per David Selvas).